# Mary Oliver
Mary Oliver (La Jolla, 1956) is een Amerikaanse violiste (viool, altviool, hardanger-viool) op het gebied van nieuwe muziek, geïmproviseerde muziek en avant-garde jazz.

## Biografie
Oliver studeerde viool en altviool aan de San Francisco State University en het Mills College (Masters of Fine Arts). In 1993 voltooide ze haar doctoraat aan de Universiteit van Californië - San Diego op de theorie en praktijk van improvisatie, wat een essentieel onderdeel is van haar concertcarrière (Constellations in Play: A Model of Improvisation).
Als soliste speelt ze zowel gecomponeerde als geïmproviseerde muziek. Mary Oliver speelde vele wereldpremières, waaronder o.a. composities van Richard Barrett, John Cage, Chaya Czernowin, Morton Feldman, Brian Ferneyhough, Liza Lim, George Lewis en Richard Teitelbaum. Oliver is lid van het Nieuw Ensemble, SONOR en KIVA, maar ook van het ICP Orchestra. Ze trad samen op met Ab Baars, Sean Bergin, Tobias Delius, Ig Henneman, Tristan Honsinger, Achim Kaufmann, Joëlle Léandre, Thomas Lehn, George Lewis, Misha Mengelberg, Phil Minton, Michael Moore en Evan Parker. Ze heeft uitnodigingen ontvangen voor festivals over de hele wereld, zoals het North American New Music Festival, het Xenakis Festival in Buffalo (New York), de Darmstadt Summer Courses, de Donaueschinger Musiktage en de Ars Electronica (Linz).
Mary Oliver woont in Amsterdam, waar ze hoogleraar is aan de Hogeschool voor de Kunsten en muzikaal leider van de Magpie Music Dance Company.

## Discografie
- 2001: Witchfiddle (ICP)
- ????: ICP-Orchestra, Oh,My Dog! (ICP)
- ????: ICP-Orchestra, Aan en Uit (ICP)
- ????: Ig Henneman Strijkkwartet, Pes (Wig)
- 2009: Jomo (Neos), met Johanna Varner
- ????: Greetje Bijma/Nora Mulder/Mary Oliver: Picatrix (ICP)